# Pessari

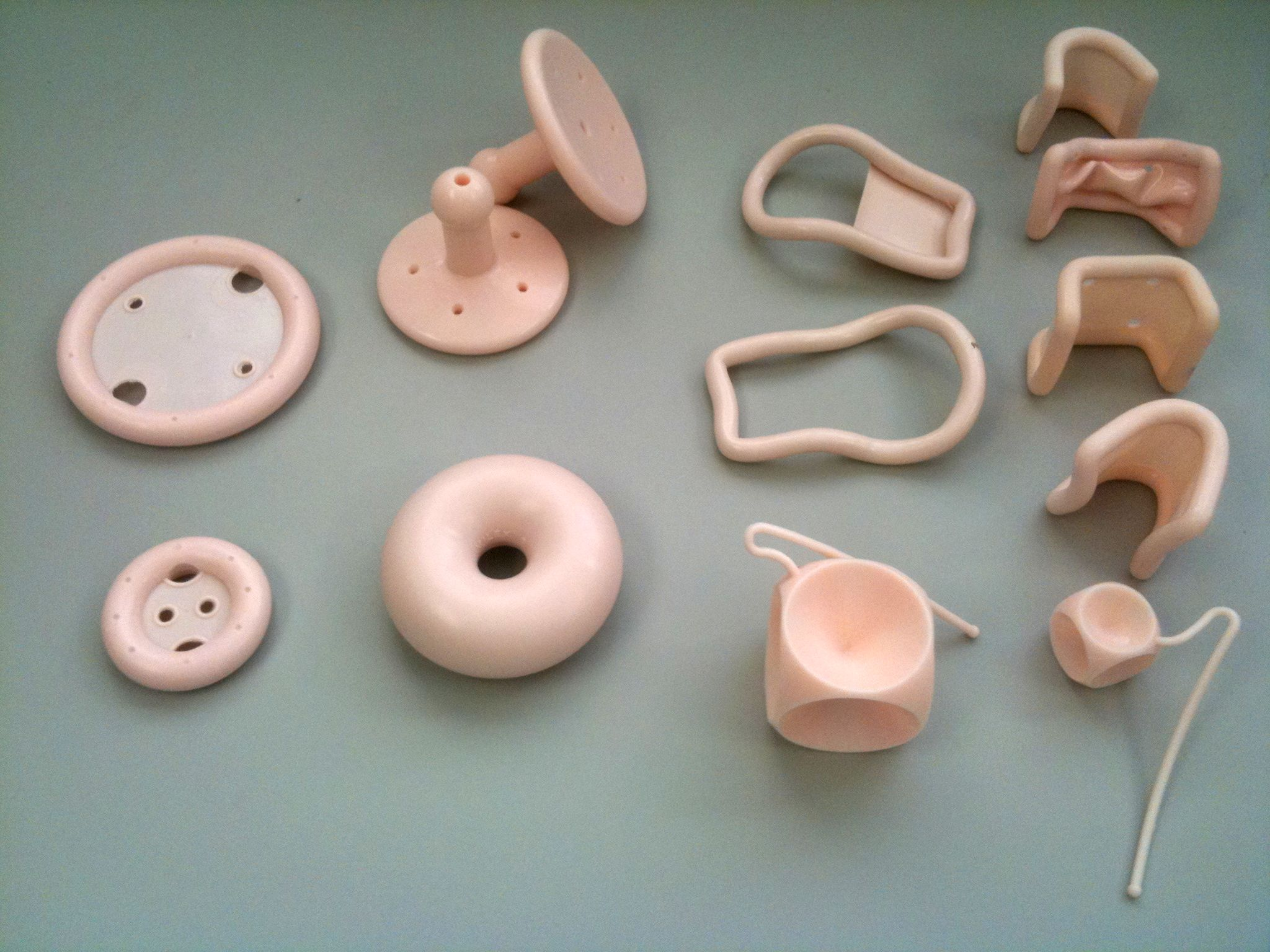
Un assortiment de pessaris

Un pessari és un dispositiu protètic inserit a la vagina amb finalitats estructurals i farmacèutiques. S'utilitza més comunament per tractar la incontinència urinària d'esforç per aturar la fuga urinària i el prolapse d'òrgans pelvians per mantenir la ubicació dels òrgans a la regió pelviana. També es pot utilitzar per administrar medicaments localment a la vagina o com a mètode anticonceptiu. Els pessaris presenten diferents formes i mides, per la qual cosa és important que els professionals de la salut els adaptin a les persones per evitar complicacions. No obstant això, hi ha alguns casos i circumstàncies que permeten a les persones comprar pessaris en una botiga sense recepta mèdica o sense demanar ajuda a un professional de la salut. Alguns efectes secundaris poden produir-se si els pessaris no es dimensionen correctament o no es mantenen regularment, però amb la cura adequada, els pessaris són generalment segurs i ben tolerats.